# 本通 (島田市)
本通（ほんとおり）は静岡県島田市の町名。現行行政地名は本通一丁目～本通七丁目。

## 地理
島田市の中部、島田地区の中心部に位置する。東で御仮屋町、西で向島町、南で旭一丁目・大川町・栄町・新町通・南一丁目・横井（一丁目・二丁目）、北で扇町・大井町・大津通・祇園町・新田町・柳町と接する。

## 歴史
東海道五十三次の23番目の宿場町である島田宿のあった島田地区（旧島田町）では、通称地名が使用されていたものの正式ではなかったため、島田市○○○○番地と表記するようになっていた。それでは不都合が生じたことから、住居表示や町の新設事業、土地区画整理事業を行ってきた。

### 沿革
- 1889年（明治22年）4月1日 - 町村制の施行により、志太郡島田宿が単独で志太郡島田町となる[WEB 6]。
- 1948年（昭和23年）1月1日 – 島田町が市制施行し、島田市となる。
- 1984年（昭和59年）6月23日 - 市街地整備を目的とした市執行による中央第二土地区画整理事業（第一工区）の換地処分の実施に伴い、字なしの一部から本通（一丁目～三丁目）が新設される [WEB 7]。住所の表示方法は○番の○と表記する（例）。
- 1985年（昭和61年）1月18日 - 市街地整備を目的とした市執行による中央第二土地区画整理事業（第二工区）の換地処分の実施に伴い、字なしの一部が本通（一丁目～三丁目）にそれぞれ編入される[WEB 7]。住所の表示方法は○番の○と表記する（例）。
- 2003年（平成15年）2月10日  - 町の新設事業の実施に伴い、字なしの一部を本通一丁目が編入する [WEB 7]。住所の表示方法は△△△△番地の△と表記する（例）。
- 2004年（平成16年）2月9日 -  町の新設事業の実施に伴い、字なしの一部から本通（五丁目～七丁目）が新設される [WEB 7]。住所の表示方法は△△△△番地の△と表記する（例）。
- 2009年（平成21年）11月7日 - 市街地整備を目的とした市執行による中央第三土地区画整理事業の換地処分の実施にされた。字なしの一部が本通（三丁目・五丁目・七丁目）にそれぞれ編入されるとともに、本通四丁目が新設される[WEB 7]。住所の表示方法は○番の○と表記する（例）。

## 施設
- 厚生労働省静岡労働局島田労働基準監督署
- おび・りあ
  - 島田市立島田図書館
  - 島田市こども館
- 島田市地域交流センター歩歩路
- 静岡銀行島田支店
- 静岡中央銀行島田支店
- 島田掛川信用金庫 本店、七丁目支店
- 島田本通郵便局
- 正覚寺

## 交通

### バス
- しずてつジャストライン
  - 金谷島田病院線：（金谷駅前 方面 - ）本通三丁目（ - 島田市立総合医療センター 方面）
  - 島田静波線：（静波海岸入口 方面 - ）島田七丁目 - 島田六丁目 - 島田五丁目 - 島田三丁目東（ - 日之出町内区間 - ）本通三丁目（ - 島田市立総合医療センター 方面）
- 島田市コミュニティバス
  - 伊久身線：（島田駅 方面 - ）本通三丁目（ - 御堂沢 方面）
  - 相賀線：（島田駅 方面 - ）本通三丁目（ - 上相賀 方面）
  - 大津線
    - 天徳寺系統（島田駅 方面 - ）本通三丁目東（ - 天徳寺 方面）
    - ばらの丘系統：（島田駅 方面 - ）本通三丁目（ - ばらの丘 方面）

  - 島田駅東線：（島田駅 方面 - ）本通一丁目 - 本通三丁目東（ - 島田駅南口 方面）
  - 田代の郷温泉線：（島田駅 方面 - ）本通三丁目（ - 伊太和里の湯 方面）
  - 湯日線：（島田駅 方面 - ）本通三丁目東 - 本通五丁目 - 本通六丁目 - 島田商業高校 - 本通七丁目（ - 本村 方面）

### 道路
- 静岡県道34号島田吉田線（本通り）
- 静岡県道55号島田停車場線
- 島田市道大津通り線（大津通り）
- 島田市道北おび通り線（おび通り）

## その他

### 学区
小学校・中学校の学区は以下の通りである。
| 番・番地等                       | 小学校                 | 中学校                 |
| -------------------------------- | ---------------------- | ---------------------- |
| 一丁目・二丁目（各全域）         | 島田市立島田第二小学校 | 島田市立島田第一中学校 |
| 三丁目・四丁目・七丁目（各全域） | 島田市立島田第四小学校 | 島田市立島田第二中学校 |
| 五丁目・六丁目（各全域）         | 島田市立島田第三小学校 | 島田市立島田第二中学校 |

### 警察
警察の管轄区域は以下の通りである。
| 番・番地等 | 警察署     | 交番・駐在所 |
| ---------- | ---------- | ------------ |
| 全域       | 島田警察署 | 島田駅前交番 |

### WEB
1. ↑  “h02_22.csv”.   総務省 (2022年2月10日). 2025年7月21日閲覧。
2. ↑  “静岡県島田市 (22209)”.   人文学オープンデータ共同利用センター. 2025年7月21日閲覧。
3. ↑  “静岡県 > 島田市の郵便番号一覧 - 日本郵便株式会社”.   日本郵便. 2025年7月21日閲覧。
4. ↑  “市外局番の一覧”.   総務省 (2022年3月1日). 2025年7月21日閲覧。
5. ↑  “事業所案内及び管轄地域（事務所3件、分室3件）”.   一般社団法人静岡県自動車会議所. 2025年7月21日閲覧。
6. ↑  “historyofcities.pdf”.   静岡県総務部合併推進室・財団法人静岡県市町村振興協会. 2025年7月21日閲覧。
7. 1 2 3 4 5  “R040327jyushokyusin.pdf”.   島田市 (2022年3月22日). 2025年7月21日閲覧。
8. ↑  “学区一覧 - 島田市公式ホームページ”.   島田市 (2024年4月1日). 2025年7月21日閲覧。
9. ↑  “島田駅前交番｜静岡県警察”.   静岡県警察 (2023年7月19日). 2025年7月21日閲覧。